# Acacia chamaeleon
Acacia chamaeleon é uma espécie de leguminosa do gênero Acacia, pertencente à família Fabaceae.